# DAC Aviation
DAC Aviation ist eine kenianische Fluggesellschaft mit Sitz in Nairobi und Basis auf dem Flughafen Nairobi Wilson International.

## Unternehmen
DAC Aviation wurde 1961 als CMC Aviation gegründet. Seit über 20 Jahren führt sie Versorgungsflüge unter anderem für den Humanitären Flugdienst der Vereinten Nationen und das Europäische Amt für humanitäre Hilfe durch.

## Flotte
Mit Stand Juni 2022 besteht die Flotte der DAC Aviation aus sechs Flugzeugen mit einem Durchschnittsalter von 25,2 Jahren:
| Flugzeugtyp            | Anzahl | bestellt | Anmerkungen  | Sitzplätze |
| ---------------------- | ------ | -------- | ------------ | ---------- |
| De Havilland DHC-8-100 | 2      |          | eine inaktiv | 37         |
| De Havilland DHC-8-200 | 1      |          |              | - offen -  |
| De Havilland DHC-8-400 | 1      | 1        |              | 78         |
| Gesamt                 | 4      | 1        |              |            |

## Zwischenfälle
Die Gesellschaft verzeichnete in ihrer Geschichte einen Zwischenfall, bei dem ein Flugzeug abgeschrieben werden musste:
- Am 13. Januar 2010 verunglückte eine De Havilland DHC-8-100 (Kennzeichen 5Y-EMD) mit vier Mann Besatzung und 18 Passagieren an Bord bei der Landung am Flughafen Moba wegen eines kollabierten Fahrwerks.[4] Das Flugzeug musste abgeschrieben werden.[5]